# Sandmann (Titel)
Sandmann (dänisch: Sandemand, aus dem Altnordischen sannaðar-, sannanarmaðr → rechtschaffene Männer) war in Dänemark (inklusive Süderjütlands bzw. des späteren Herzogtums Schleswig) der Titel eines Richters, der nach dem unter dem dänischen König Waldemar II. 1241 geschaffenen Jyske Lov vom königlichen Vogt zum Richter ernannt wurde. Der Begriff findet sich später auch im Christian Vs lov.
Für eine Harde waren acht Sandmänner zuständig. Diese waren für die Rechtsprechung bei Totschlag, Verstümmelung, Heerwerk, Notzucht, Verwundung, Freiheitsberaubung und Streitigkeiten um Feldscheiden verantwortlich.
Auf Bornholm bezeichnete der Begriff auch die Vogte in den Kirchenbezirken (dän. sogn), darüber hinaus wurde der Begriff im Dänischen für Zeugen in Rechtsprozessen verwendet.

## Belege
1. ↑  Sandemand. Ordbog over det danske sprog, abgerufen am 29. März 2024.
2. ↑  Sandemand. Ordbog over det danske sprog, abgerufen am 29. März 2024.